# 城巴76線
城巴76線是香港港島的一條巴士路線，循環來往黃竹坑站和銅鑼灣（邊寧頓街），是南區其中一條不經香港仔隧道來往灣仔區的巴士路線。

## 歷史
- 1980年12月15日：中華巴士開辦本線，初時來往石排灣及銅鑼灣（百德新街），途經跑馬地黃泥涌道、成和道、藍塘道、黃泥涌峽道及南風道。
- 1982年3月15日：配合香港仔隧道通車後的路線重組，改經摩利臣山道、皇后大道東及司徒拔道，僅於跑馬地馬場舉行賽馬時才繞經黃泥涌道，當時的班次仍為10至15分鐘一班，車費$1.3。
- 1985年5月24日：灣仔區總站遷往銅鑼灣（摩頓臺）。
- 1993年9月1日：改由城巴營辦，並繞經黃竹坑巴士總站。班次縮減為20至30分一班，客量及班次遠比途經香港仔隧道的路線為低，乘客大多是熟客或剛巧遇見，亦有少量欲避開香港仔隧道塞車之乘客，乘搭本線來往南區及銅鑼灣之間。
- 1994年2月7日：由於黃竹坑邨的乘客甚少，取消繞經黃竹坑巴士總站。
- 1995年1月30日：改為全空調服務，是城巴首條官式宣佈轉為全線空調服務的專利巴士線，對城巴整體專利線的空調化有深遠影響。
- 1997年12月1日：本線調整票價至$5。
- 2003年8月11日：為減少軒尼詩道巴士流量，本路線成為運輸署建議改道的對象，往銅鑼灣方向改經禮頓道及邊寧頓街。
- 2007年10月2日：往石排灣方向亦改經禮頓道。
- 2010年4月18日：本線和41A在黃竹坑道53號英基工業中心外，增設往銅鑼灣方向的巴士站。
- 2015年8月17日：改為循環運作，往銅鑼灣方向抵達邊寧頓街後，改經怡和街、禮頓道後折返石排灣，並於星期一至五上課日新增07:15石排灣開出單向往銅鑼灣（邊寧頓街）的特別班次，不返回石排灣，並增設與城巴72線的八達通轉乘優惠[1]。
- 2016年5月20日：增設實時抵站時間查詢服務。
- 2022年9月11日：除星期一至五（公眾假期除外）07:00至08:30之班次仍然維持提供往返石排灣之服務，其餘時間縮短至黃竹坑站，並於星期一至五上課日新增15:30黃竹坑站開出單向往銅鑼灣（邊寧頓街）的特別班次[2]。
- 2023年9月11日：星期一至五06:00及06:30之班次維持提供往返石排灣之服務，並取消10:00至15:00往返黃竹坑站之班次[3]。

## 服務時間（詳細班次）
| 黃竹坑站／石排灣開   | 黃竹坑站／石排灣開 | 黃竹坑站／石排灣開 | 黃竹坑站／石排灣開 | 黃竹坑站／石排灣開 | 黃竹坑站／石排灣開 | 黃竹坑站／石排灣開 |
| 星期一至五           | 星期一至五         | 星期一至五         | 星期一至五         | 星期一至五         | 星期一至五         | 星期一至五         |
| -------------------- | ------------------ | ------------------ | ------------------ | ------------------ | ------------------ | ------------------ |
| 06:00                | 06:30              | 07:00              | 07:15              | 07:30              | 08:00              | 08:30              |
| 09:00                | 09:30              | 15:30              | 16:00              | 16:30              | 17:00              | 17:30              |
| 18:00                | 18:30              | 19:00              |                    |                    |                    |                    |
| 星期六、日及公眾假期 |                    |                    |                    |                    |                    |                    |
| 06:00                | 06:30              | 07:00              | 07:30              | 08:00              | 08:30              | 09:00              |
| 09:30                | 10:00              | 11:00              | 12:00              | 13:00              | 14:00              | 15:00              |
| 16:00                | 16:30              | 17:00              | 17:30              | 18:00              | 18:30              | 19:00              |

藍字班次祇於星期一至五上課日開出，公眾假期及學校假期除外，由石排灣開出祇往銅鑼灣而不返回石排灣。
啡字班次祇於星期一至五上課日開出，公眾假期及學校假期除外，由黃竹坑站開出祇往銅鑼灣而不返回黃竹坑站。
綠字班次往返石排灣

## 收費
全程：$6.5
- 寶雲道往銅鑼灣（邊寧頓街）：$6.1
- 伊利沙伯體育館往黃竹坑站[註 1]：$6.5 （還原全程收費）
- 黃竹坑體育館往黃竹坑站[註 1]：$3.6

| - 本線設有12歲以下小童及65歲或以上長者半價優惠。 - 65歲或以上香港居民使用「樂悠咭」，以及12歲以下合資格殘疾兒童使用「殘疾人士身份」個人八達通繳付車資，均可享有每程$2.0或半價（以較低者為準）的票價優惠；12至64歲合資格殘疾人士使用「殘疾人士身份」個人八達通（包括「樂悠咭」），以及60至64歲香港居民使用「樂悠咭」繳付車資，均可享有每程$2.0或全費（以較低者為準）的票價優惠。 - 65歲或以上長者如使用長者或一般個人八達通繳付車資，則只可享有半價優惠；12至64歲合資格殘疾人士如不使用「殘疾人士身份」個人八達通，以及60至64歲人士如不使用「樂悠咭」繳付車資，必須繳付全費。 - 乘客可以現金或八達通於上車時付款，不設找續。 - 每位成人乘客可免費攜帶最多兩名4歲以下而不佔座位的兒童乘客乘車，超額之4歲以下小童必須繳付小童車費乘車。 - 九龍巴士、城巴及龍運巴士全職員工及家屬（不包括外判職員）可免費乘搭本路線，惟必須拍職員或職員家屬八達通。 - 乘客亦可使用AlipayHK「易乘碼」、支付寶、WeChatHK／微信支付「搭車碼」、銀聯雲閃付「乘車碼」及BOC Pay「乘車碼」、具有感應式支付功能的VISA、Mastercard及銀聯卡，以及Apple Pay、Google Pay及Samsung Pay流動支付平台繳付車資。使用此支付方式的乘客可享有中途下車之分段收費，以及與其他城巴獨營路線或聯營線城巴班次之轉乘優惠，惟不適用於與非城巴路線之轉乘優惠。乘客亦不能享有「公共交通費用補貼計劃」及「長者及合資格殘疾人士公共交通票價優惠計劃」。 |

- 往銅鑼灣方向，由石排灣至肇輝臺站登車的乘客，若需繼續前往加路連山道或之後往黃竹坑站[註 1]方向的巴士站，需於邊寧頓街站重新繳付車資。

### 八達通巴士轉乘計劃
乘客登上本線後指定時間內以同一張八達通卡轉乘以下路線，或從以下路線登車後指定時間內以同一張八達通卡轉乘本線，次程可獲車資折扣優惠：
76←→72
- 76往銅鑼灣 → 72往銅鑼灣（摩頓臺），次程車資全免，於立德里轉乘
- 72往華貴 → 76黃竹坑站，回贈首程車資，於跑馬地馬場轉乘

76←→25A，次程可獲$1折扣優惠
- 76往銅鑼灣 → 25A往寶馬山
- 25A往灣仔 → 76往黃竹坑站

76往石排灣 → 7往中環或76往銅鑼灣，回贈首程車資

## 使用車輛
本線一直受到司徒拔道的惡劣路面影響，因而令用車受到限制，一直以來主要用車為單層巴士富豪B6LE巴士（13XX），直至城巴於2011年起購入青年JNP6105GR（18XX）以代替年事已高的富豪B6LE巴士（13XX）。本線現時主要用車為亞歷山大丹尼士Enviro 400 10.5米（70XX）雙層空調巴士。
2012年8月15日，城巴首輛青年JNP6105GR（1811）首航本線，並於首11天（8月17日除外）每天全日行駛及在指定時間開出。城巴第二及第三輛青年JNP6105GR（1814、1812）分別於2012年8月24日及8月28日投入服務並行駛本線。在2012年8月31日，本線首度以上列3輛青年JNP6105GR作全日車行駛。
2013年10月12日，由於本線沿途多處擠塞不能維持原有的班次，於是臨時由其他路線抽調一輛富豪奧林比安12米雙層巴士（575 / HE152）行走本路線，為罕有的拉車特見。

## 行車路線
經：漁光道、香港仔水塘道、香港仔大道 、香葉道、南朗山道、黃竹坑道、南風道、深水灣道、黃泥涌峽道、司徒拔道、皇后大道東、摩利臣山道、禮頓道、邊寧頓街、怡和街、禮頓道、摩利臣山道、皇后大道東、司徒拔道、黃泥涌峽道、深水灣道、南風道、黃竹坑道、南朗山道、香葉道、香港仔海傍道、天橋、香港仔大道、香港仔水塘道及漁光道。
有斜體字之路段只限往返石排灣的班次停靠，有粗體字之路段只限往返黃竹坑站的班次停靠。

### 沿線車站
| 黃竹坑站／石排灣開 | 黃竹坑站／石排灣開     | 黃竹坑站／石排灣開     |
| 序號               | 車站名稱               | 位置                   |
| ------------------ | ---------------------- | ---------------------- |
| #                  | 石排灣                 | 石排灣邨公共運輸交匯處 |
| #                  | 漁暉道                 | 香港仔大道             |
| #                  | 業漁大廈               | 香港仔大道             |
| #                  | 甄沾記大廈             | 黃竹坑道               |
| 1*                 | 黃竹坑站               | 黃竹坑站公共運輸交匯處 |
| 2                  | 業興街                 | 黃竹坑道               |
| 3                  | 黃竹坑遊樂場           | 黃竹坑道               |
| 4                  | 葛量洪醫院             | 黃竹坑道               |
| 5                  | 港大同學會書院         | 南風道                 |
| 6                  | 南島中學               | 南風道                 |
| 7                  | 深水灣道               | 南風道                 |
| 8                  | 大潭水塘道             | 黃泥涌峽道             |
| 9                  | 香港網球中心           | 黃泥涌峽道             |
| 10                 | 怡園                   | 黃泥涌峽道             |
| 11                 | 寶雲道                 | 司徒拔道               |
| 12                 | 紀園                   | 司徒拔道               |
| 13                 | 東山臺                 | 司徒拔道               |
| 14                 | 司徒拔道花園           | 司徒拔道               |
| 15                 | 肇輝臺                 | 司徒拔道               |
| 16                 | 伊利沙伯體育館         | 皇后大道東             |
| 17                 | 禮頓道                 | 摩理臣山道             |
| 18                 | 勿地臣街               | 禮頓道                 |
| 19                 | 雲翠大廈               | 禮頓道                 |
| 20                 | 邊寧頓街               | 邊寧頓街               |
| 21                 | 加路連山道             | 禮頓道                 |
| 22                 | 紀利華木球會           | 禮頓道                 |
| 23                 | 跑馬地馬場             | 摩理臣山道             |
| 24                 | 錫克廟                 | 皇后大道東             |
| 25                 | 肇輝臺                 | 司徒拔道               |
| 26                 | 司徒拔道休憩處         | 司徒拔道               |
| 27                 | 東山臺                 | 司徒拔道               |
| 28                 | 大坑道                 | 黃泥涌峽道             |
| 29                 | 香港網球中心           | 黃泥涌峽道             |
| 30                 | 黃泥涌水塘公園         | 黃泥涌峽道             |
| 31                 | 深水灣道               | 南風道                 |
| 32                 | 南島中學               | 南風道                 |
| 33                 | 黃竹坑老人服務綜合大樓 | 南風道                 |
| 34                 | 黃竹坑體育館           | 黃竹坑道               |
| 35                 | 黃竹坑遊樂場           | 黃竹坑道               |
| 36*                | 黃竹坑站               | 黃竹坑站公共運輸交匯處 |
| #                  | 南朗山道               | 黃竹坑道               |
| #                  | 勝利工廠大廈           | 黃竹坑道               |
| #                  | 逸港居                 | 香港仔海傍道           |
| #                  | 香港仔海濱公園         | 香港仔海傍道           |
| #                  | 崇文街                 | 香港仔水塘道           |
| #                  | 漁光村白沙樓           | 香港仔水塘道           |
| #                  | 漁光村海鷗樓           | 漁光道                 |
| #                  | 扶康會康復中心         | 漁光道                 |
| #                  | 石排灣邨               | 漁光道                 |
| #                  | 漁暉苑日暉閣           | 漁光道                 |
| #                  | 石排灣                 | 石排灣邨公共運輸交匯處 |

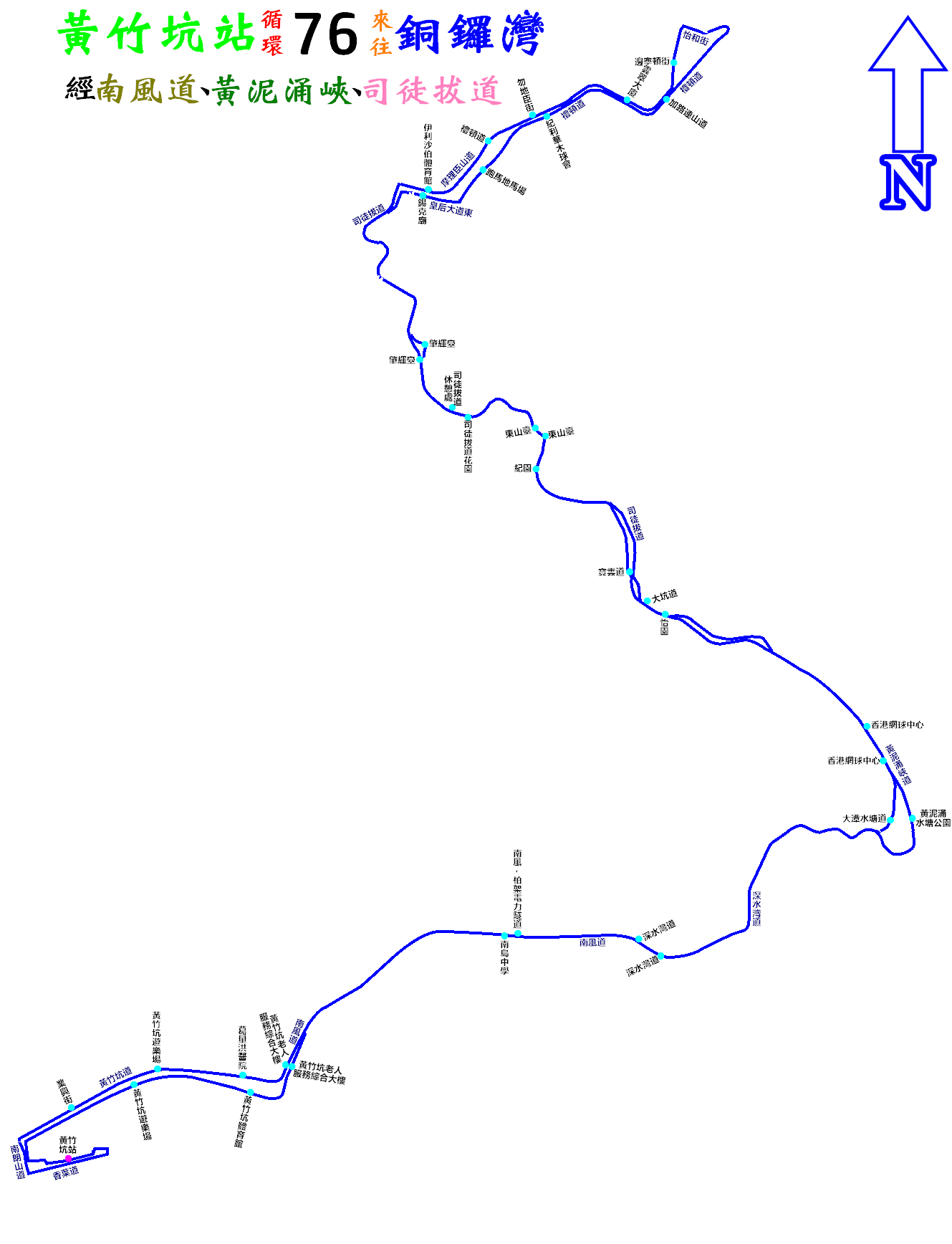
本線的走線圖

往返石排灣的班次不停有 * 號之車站，並改停有 # 號之車站。

## 客量
香港仔隧道通車前是本線的黃金時代，客量高企。但香港仔隧道通車後，南區居民不需經過迂迴的黃泥涌峽便可來往港島北部，加上受到進智公交專線小巴4系路線及5號線以車海戰術競爭，客量顯著下跌，及至城巴接辦時，班次已縮減為20至30分一班，加上本路線入夜後隨即收車，客量及班次遠比途經香港仔隧道的路線為低，縮短前乘客大多是來往石排灣及黃竹坑的熟客，亦有少量欲避開香港仔隧道塞車之乘客，以往乘搭本路線來往南區及銅鑼灣之間，而主要客源為石排灣居民。
本線於《2022-2023年度巴士路線計劃》 （页面存档备份，存于）中被建議縮短至黃竹坑站，由延長至每日雙向服務的70P線取代。此方案在2022年9月11日起實施，最後僅保留上午繁忙時段由石排灣開出，並於石排灣為終點站。
縮短後本線客量可謂雪上加霜，於星期一至五非繁忙時間平均每班車只有約25名乘客，運輸署及城巴隨即在來年的《2023-2024年度巴士路線計劃》 （页面存档备份，存于）中建議本線進一步縮減服務，取消平日非繁忙時段期間的班次。

## 註解
1. 1 2 3 4 5 6 7  星期一至五早上部分班次以石排灣為總站

## 外部連結
- 城巴76線 （页面存档备份，存于）